# Salix daguanensis
Salix daguanensis är en videväxtart som beskrevs av P.Y. Mao och P.X. He. Salix daguanensis ingår i släktet viden, och familjen videväxter. Inga underarter finns listade i Catalogue of Life.